# Vilagrassa
Vilagrassa község Spanyolországban, Lleida tartományban. Vilagrassa Tàrrega, Verdú, Preixana, Bellpuig és Anglesola községekkel határos. Lakosainak száma 633 fő (2024).

## Népesség
A település népessége az utóbbi években az alábbiak szerint változott:
| Lakosok száma | 196  | 620  | 644  | 532  | 406  | 449  | 455  | 514  | 541  | 633  |
|               | 1717 | 1887 | 1936 | 1960 | 1986 | 2004 | 2009 | 2014 | 2019 | 2024 |